# Religiões tradicionais africanas
As religiões tradicionais africanas, também  referidas como religiões indígenas africanas, englobam manifestações culturais, religiosas e espirituais originárias do continente africano e que continuam sendo praticadas nesse continente nos dias atuais. Há uma multiplicidade de religiões dentro desta categoria. Religiões tradicionais africanas envolvem ensinamentos, práticas e rituais, e visam a compreender o divino. Mesmo dentro de uma mesma comunidade, no entanto, podem haver pequenas diferenças quanto à percepção do sobrenatural. São religiões que não foram significativamente alteradas pelas religiões adotadas mais recentemente (cristianismo, budismo, islamismo, judaísmo e outras). Estima-se que estas religiões sejam seguidas atualmente por aproximadamente 100 milhões de pessoas em todo o território africano.
Os africanos quase sempre reconhecem a existência de um Deus Supremo ou Demiurgo que criou o Universo (Olodumarê, ou Olorum, Mawu, Zambi etc). Muitas histórias tradicionais africanas falam que Deus, ou seu filho, uma vez viveu entre os homens, mas que, quando os homens fizeram algo que ofendeu a Deus, o divino retirou-se para os céus. Religiões tradicionais africanas são definidas em grande parte por linhagens étnicas e tribais, como a religião iorubá.

## Religiões tradicionais africanas e línguas

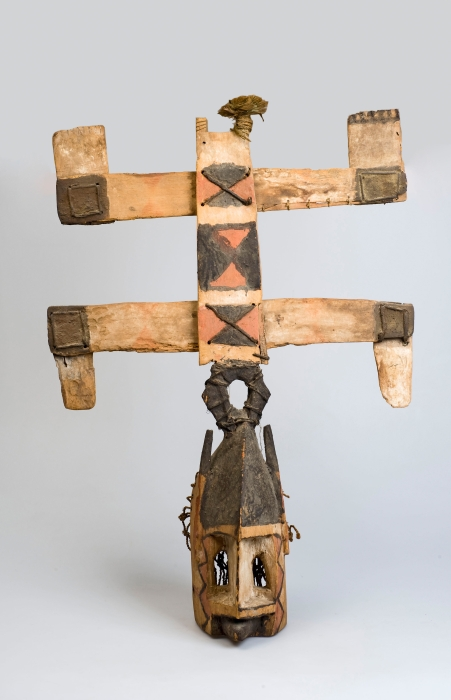
A chamada máscara de Canaga é um dos muitos tipos de máscara conhecidos pelos dogons

A maioria das religiões tradicionais africanas tem, na maior parte de sua existência, sido transmitida oralmente (em vez de por escrito). Assim, os peritos linguísticos tais como Christopher Ehret e Placide Tempels aplicaram seus conhecimentos de línguas para reconstruir a opinião do núcleo original dos seguidores dessas tradições. As quatro famílias linguísticas faladas na África são: Línguas afro-asiáticas, línguas nilo-saarianas, Níger-Congo e Línguas khoisan.

## Classificação e estatísticas
Adherents.com lista as "religiões tradicionais africanas e da diáspora" como um "grande grupo religioso", estimando cerca de 10 milhões de adeptos. Eles justificam esta listagem combinada das religiões tradicionais africanas e da diáspora africana, bem como a separação da categoria genérica "indígenas-primitivas", salientando que "as religiões 'indígenas-primitivas' são essencialmente tribais e compostas por povos pré-tecnológicos."

### Tradições de cada região da África
Norte da África
- Mitologia berbere
- Mitologia Egípcia

África Ocidental
- Mitologia Acã
- Mitologia Axante (Gana)
- Mitologia fon (Fons)
- Odinani dos ibos (Nigeria, Camarões)
- Mitologia efique (Nigéria, Camarões)
- Mitologia isoco (Nigéria)
- Mitologia iorubá (Nigéria, Benim)

África Central
- Mitologia Bushongo (Congo)
- Mitologia Bambuti (Pigmeu) (Congo)
- Mitologia Lugbara (Congo)

África Oriental
- Mitologia Akamba (Leste do Quénia)
- Mitologia Dinka (Sudão)
- Mitologia Lotuko (Sudão)
- Mitologia Masai (Quénia, Tanzânia)

Sul da África
- Mitologia Khoikhoi
- Mitologia Lozi (Zâmbia)
- Mitologia Tumbuka (Malawi)
- Mitologia Zulu (África do Sul)

## Diáspora africana
A mitologia africana foi levada para as Américas pelos africanos escravizados. As que mais se tem notícia são: a mitologia fon daomeana, mitologia iorubá, mitologia ibo, mitologia fânti, mitologia axânti, mitologia angola, mitologia congo, mitologia banta (que, mais tarde, tornou-se uma mitologia mestiça nas religiões afro-americanas).